# 시추

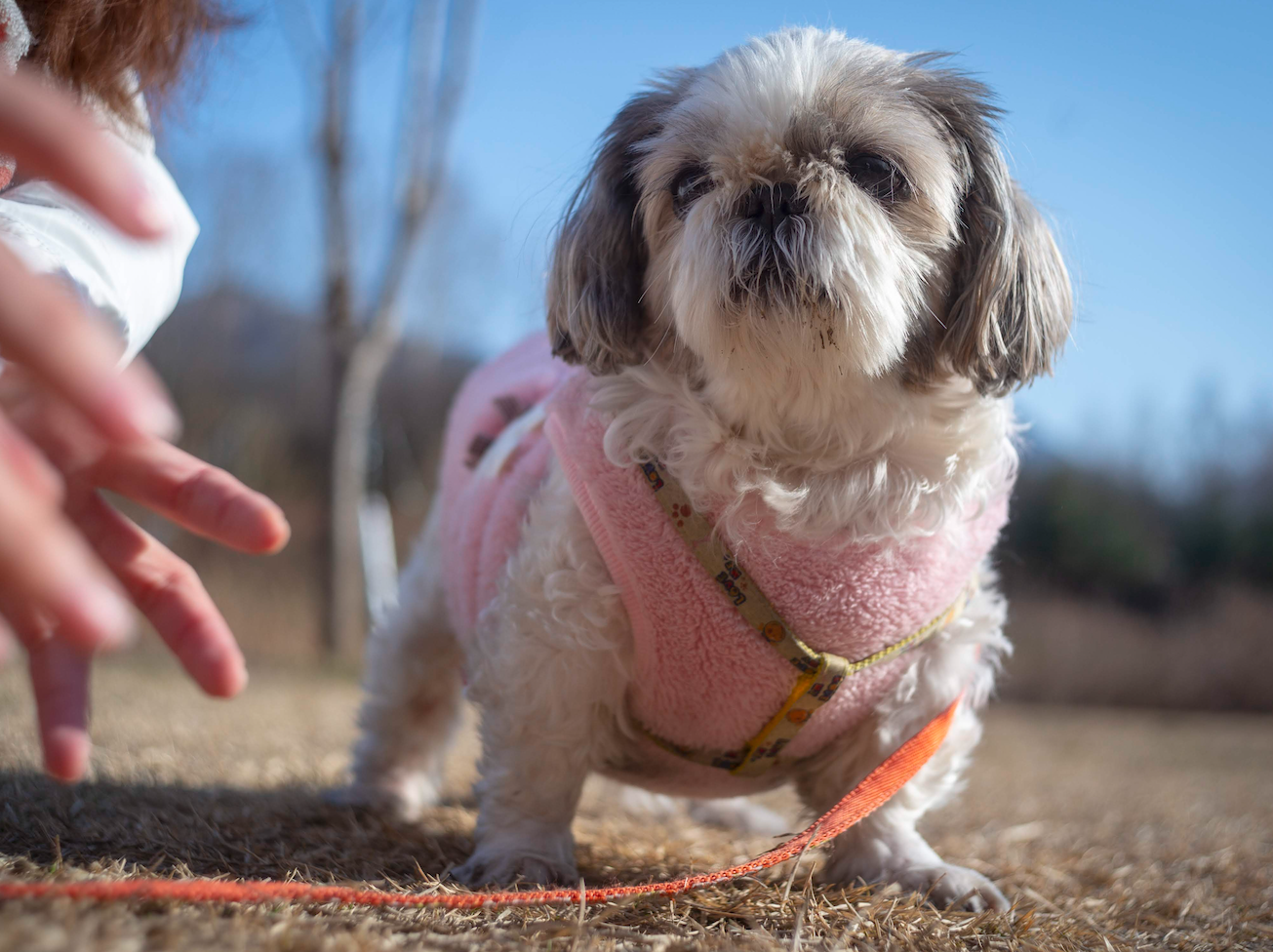
산책하는 시추

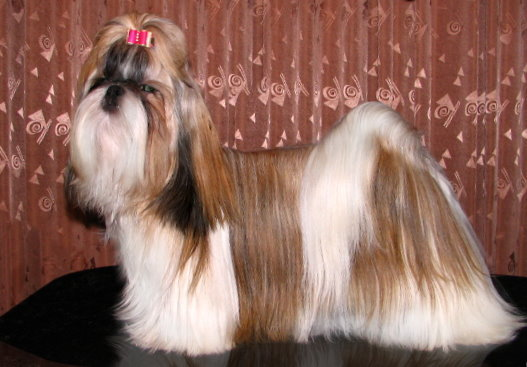
털을 길게 늘어뜨린 시추의 모습

시추(차모로어: Chichu)는 중국에서 비롯한 개 품종이며 과거 중국 황실이 기르던 견종이다.
중국에서는 ‘사자개(중국어 간체자: 狮子狗, 정체자: 獅子狗, 병음: Shīzi Gǒu 스쯔거우[*])’라고 부르는데, 이 이름의 웨이드식 로마자 표기법인 shih-tzu kou에서 ‘시추’라는 이름이 전해졌다.
중국 티베트 지역이 원산으로 7세기 무렵 왕실에서 길러졌으며 서구에는 1930년경 알려졌다. 어깨높이 23~27cm, 몸무게 4~7.5kg이다. 길고 화려한 털이 특징으로 꼬리를 높이 세우고 당당하게 걷는 자태는 볼 만하다. 성격이 사교적이고 친근하고 영리하여 가정견으로서 인기가 높다. 하지만 '식탐'이 좀 많은 편이며 가끔 고집을 부리기도 한다.

## 특징
털이 2중모로 되어 있어 거의 빠지지 않으며, 다른 견종에 비해 냄새도 나지 않는다. 감정이 풍부하고 표현도 잘해서 아이들과도 잘 어울리지만, 대체로 식탐과 고집이 있어 훈련시 칭찬을 하며 훈련을 유도하는 것이 좋다. 먹는 것에 관심도가 높은 식탐이 있지만, 과다하게 사료를 먹지 않아서 자율급식을 유도하기 쉬운 견종이다. 그리고 시추는 뚱뚱하다고 흔히 뚱보와 관련한 별명이나 이름을 붙이곤 하지만 가슴이 넓고, 털 구조가 이중모라서 비대해 보이는 것으로 비만한 경우는 드물다.

## 색상
색상은 주로 흰색과 갈색 또는 흰색과 검은색의 조합으로 이루어져 있으며 간간이 흰색과 회색의 조합도 보인다.

## 질병
외이염과 신장염을 주의해야 하며, 슬개골 탈구도 조심해야 한다. 안구가 튀어나와 있어 각막에 상처를 입거나 결막염 등의 안구질환에 걸리기 쉽다. 그 외에도 늑막염이나 고지혈증, 췌장암, 폐암, 간암, 뇌출혈 등에도 주의해야 한다.

## 갤러리

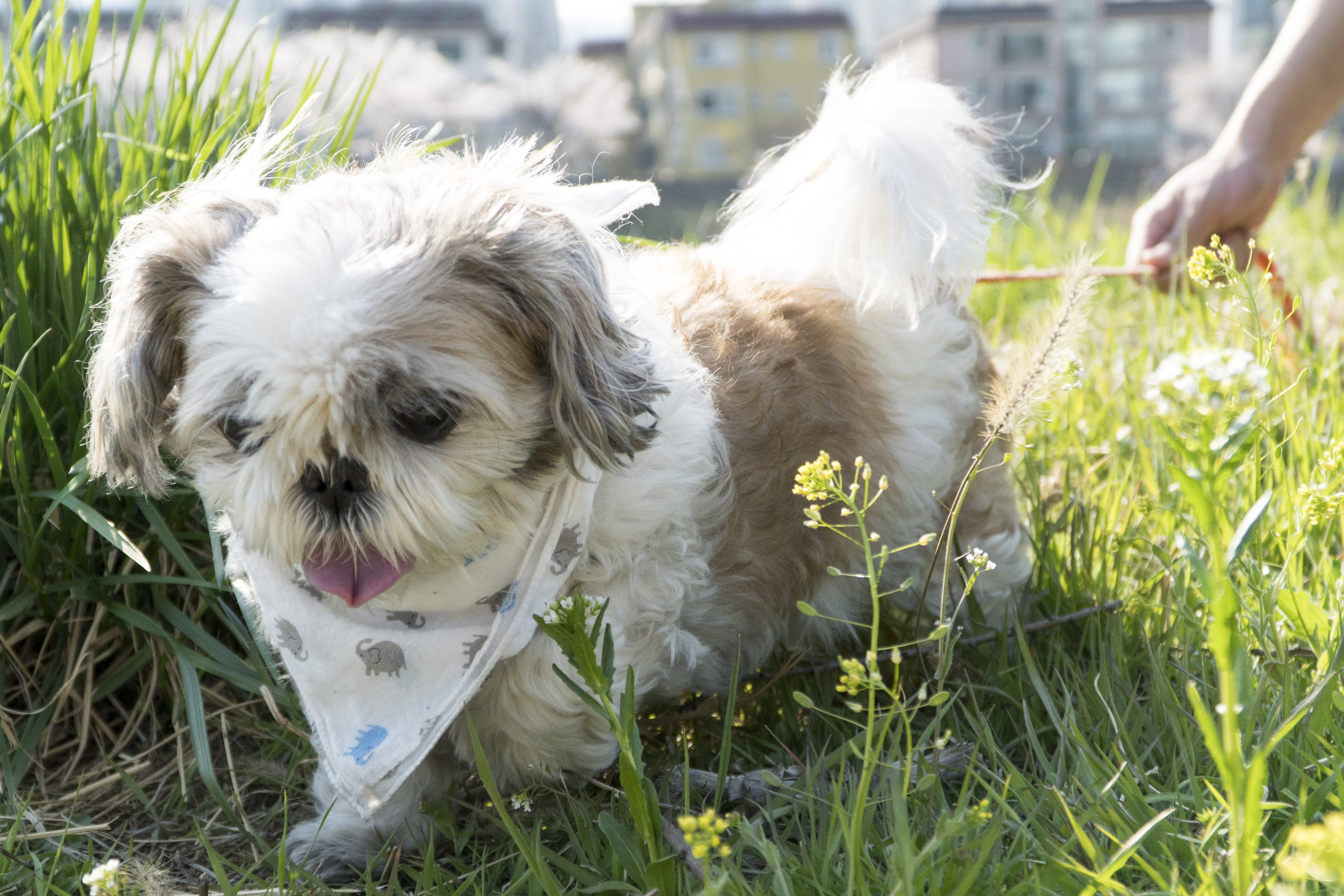
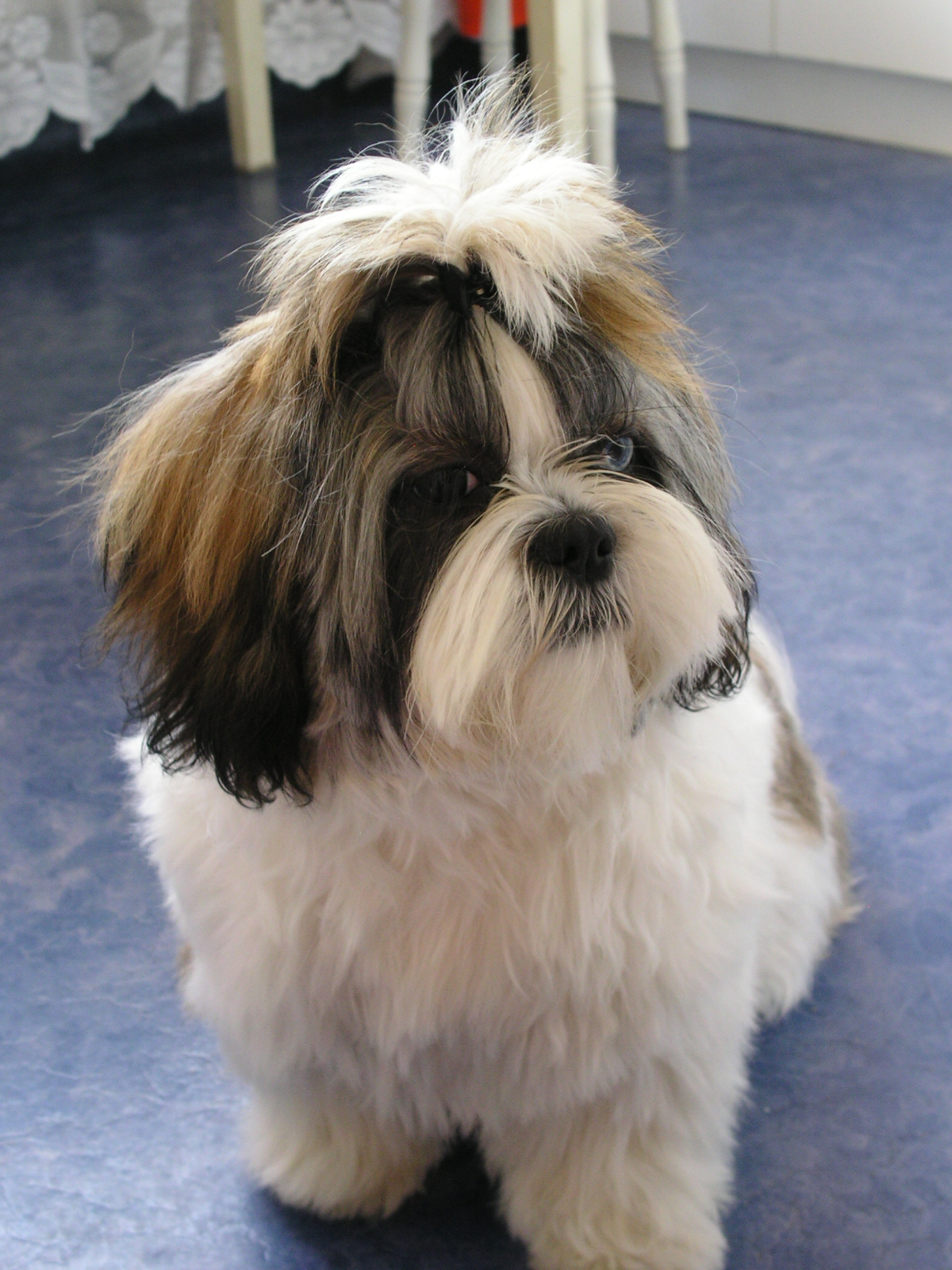
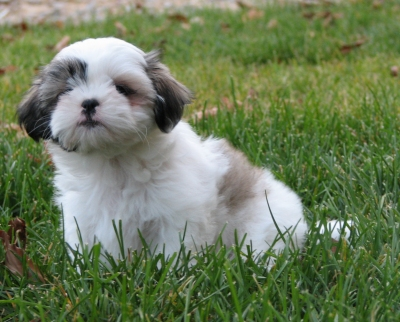
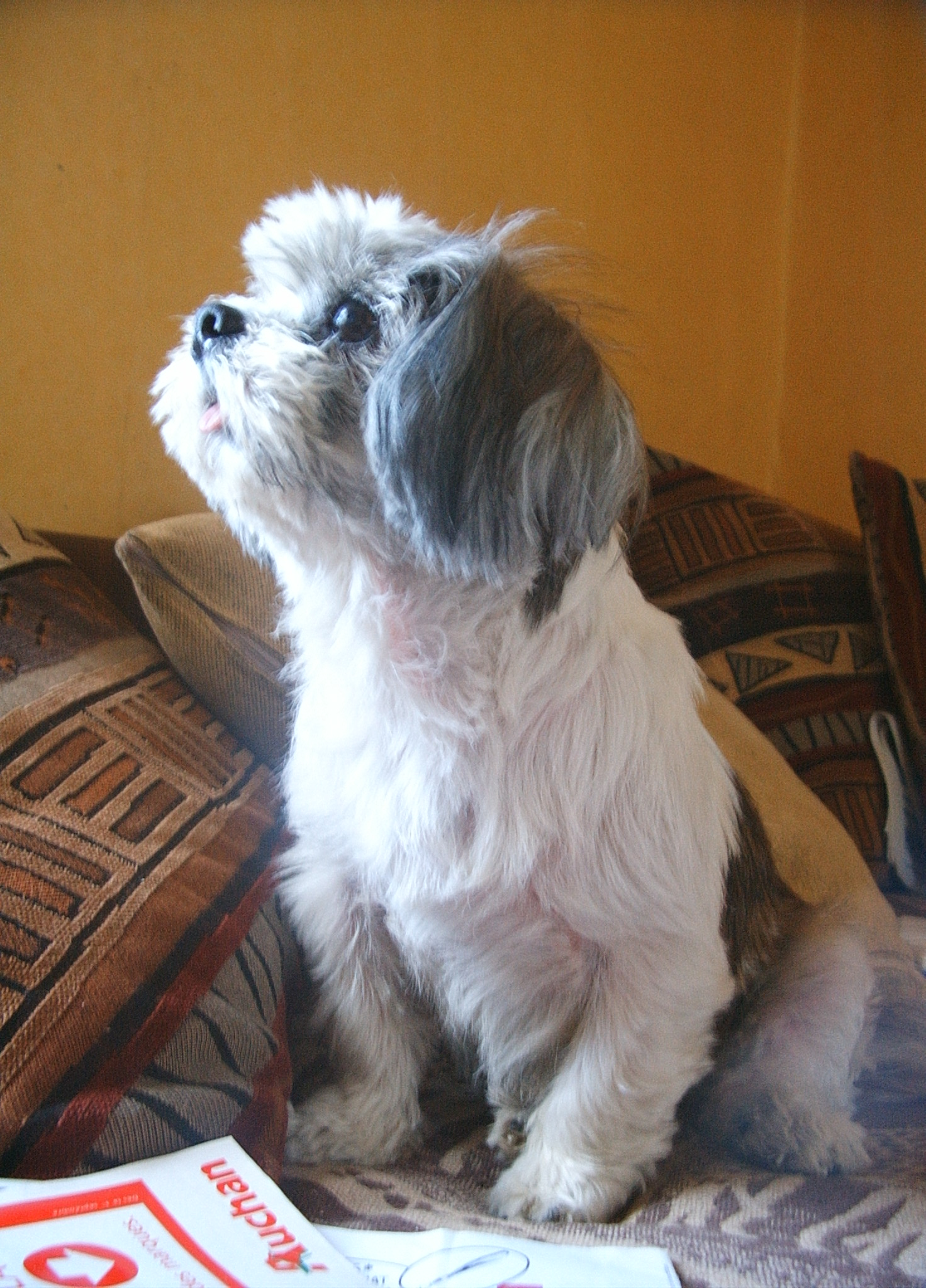
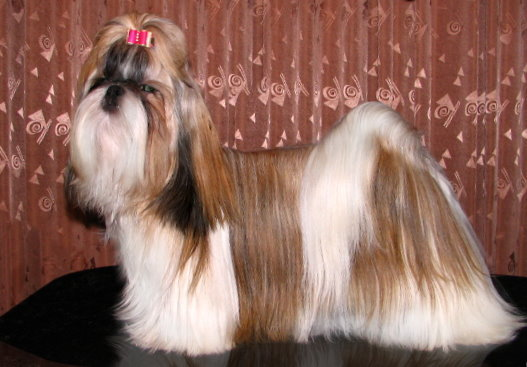
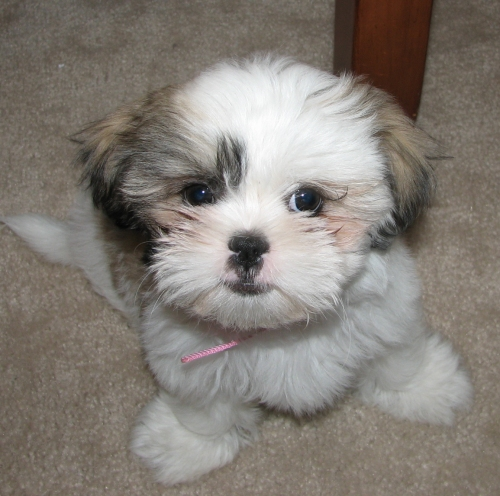

## 같이 보기
- 라사압소
- 페키니즈
- 말티즈